# Marietta (Oklahoma)
Pour les articles homonymes, voir Marietta.
La ville de Marietta est le siège du comté de Love, dans l’État d’Oklahoma, aux États-Unis. Sa population s’élevait à 2 626 habitants lors du recensement de 2010, estimée à 2 729 habitants en 2015.
La localité a été nommée en hommage à Marietta, une ville située en Pennsylvanie.

## Source
- (en) Cet article est partiellement ou en totalité issu de l’article de Wikipédia en anglais intitulé « Marietta, Oklahoma » (voir la liste des auteurs).